# Alice Town
Alice Town è una città delle Bahamas. Si trova sull'isola di Bimini Nord. È il centro del turismo sull'isola: ci sono diversi alberghi, bar e ristoranti. A nord di Alice Town vi è l'insediamento principale (dove vive la maggior parte degli isolani) chiamato Bailey Town. A nord di Bailey Town vi è Porgy Bay.

## Galleria d'immagini

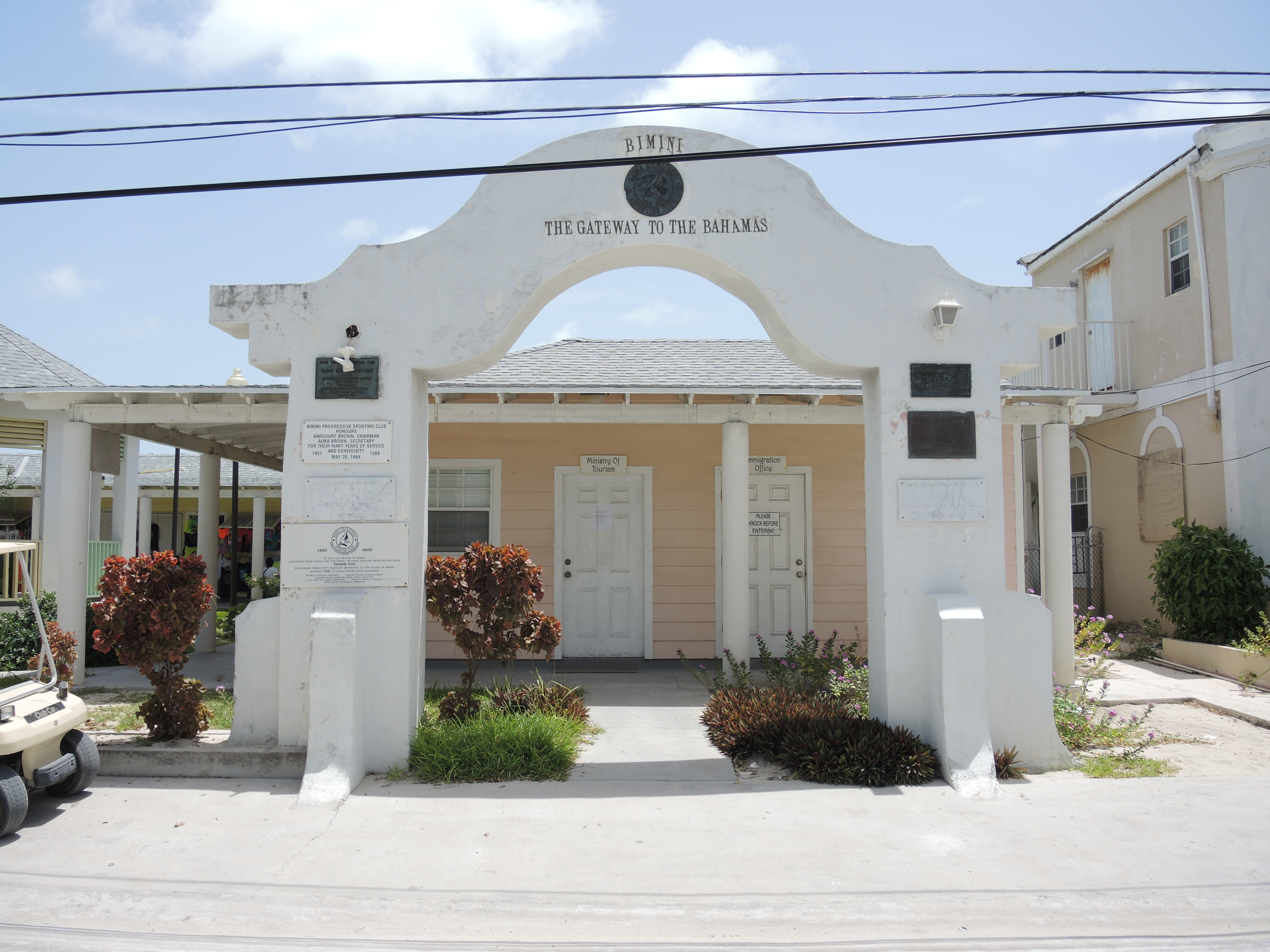
Ministero del turismo
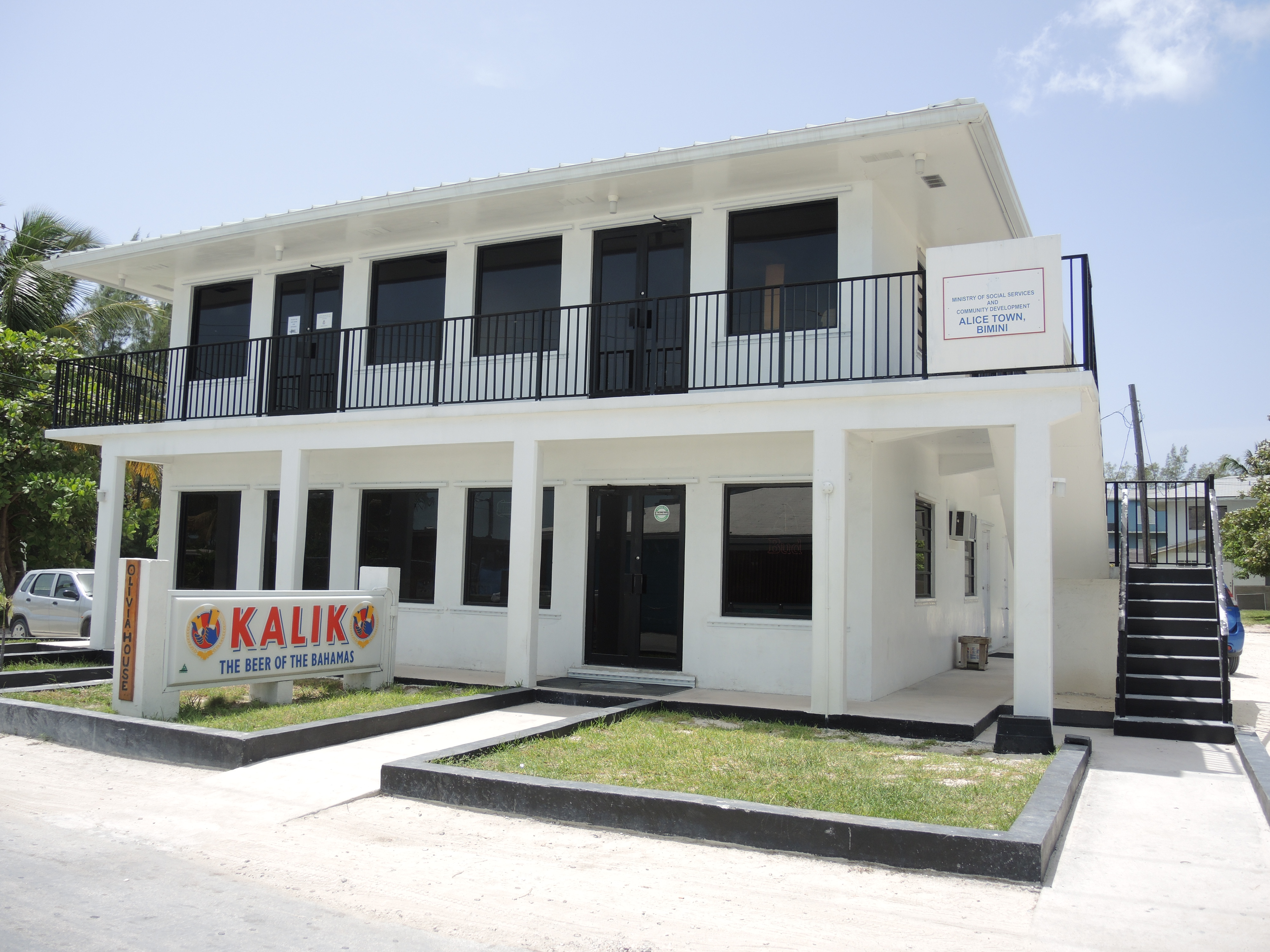
Ministero dei servizi sociali
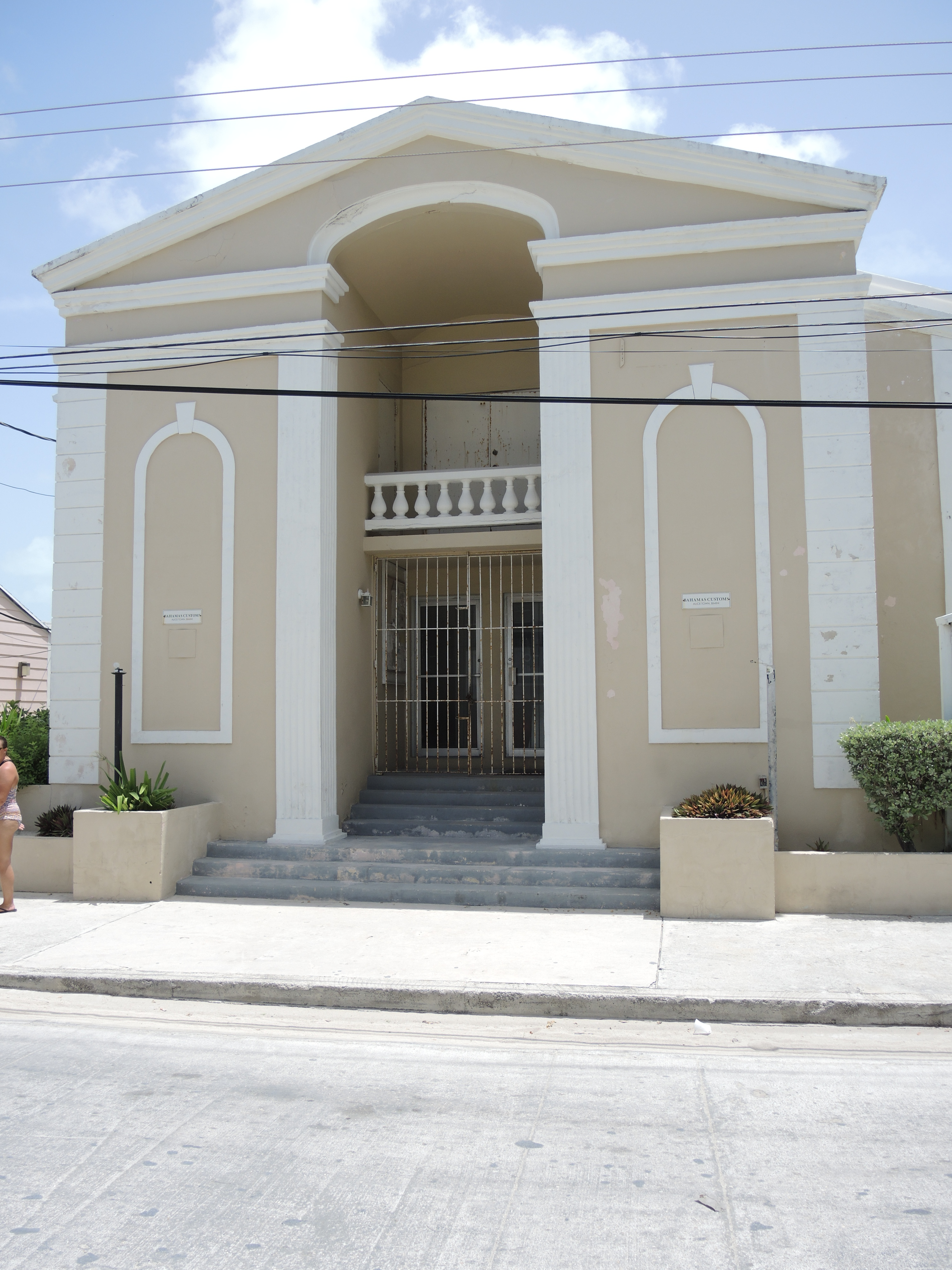
Dogana
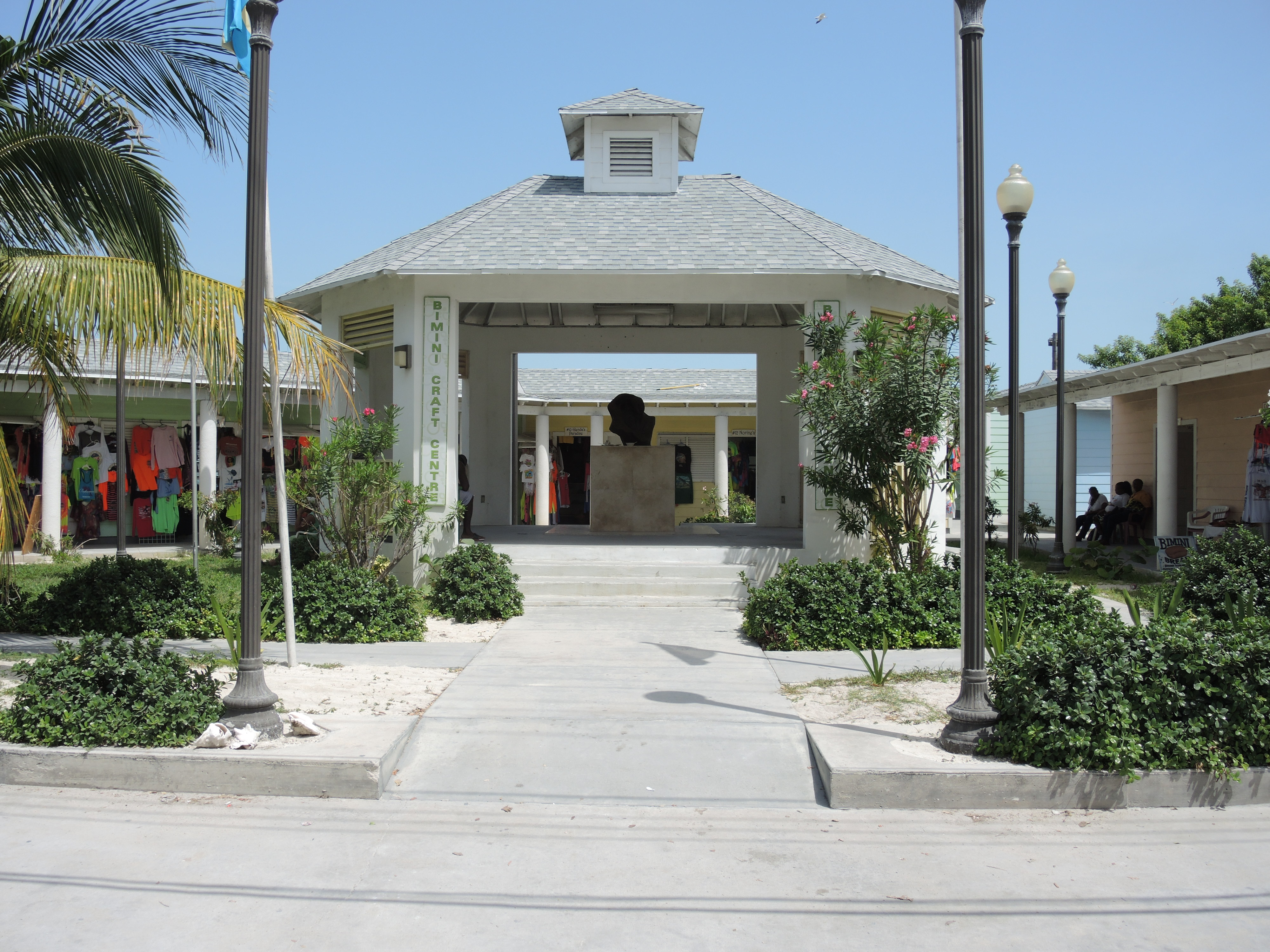
Mercato dell'artigianato
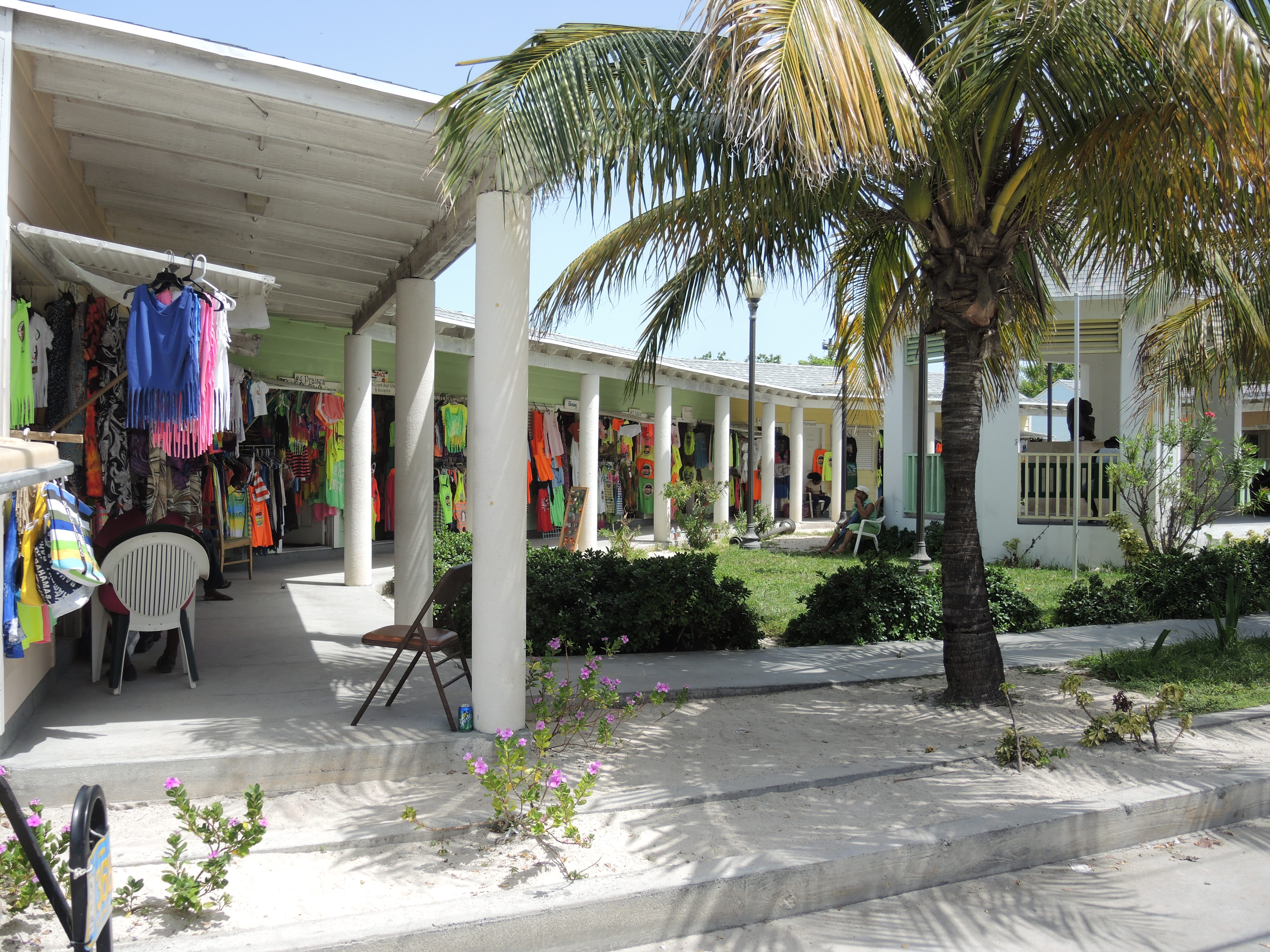
Negozi
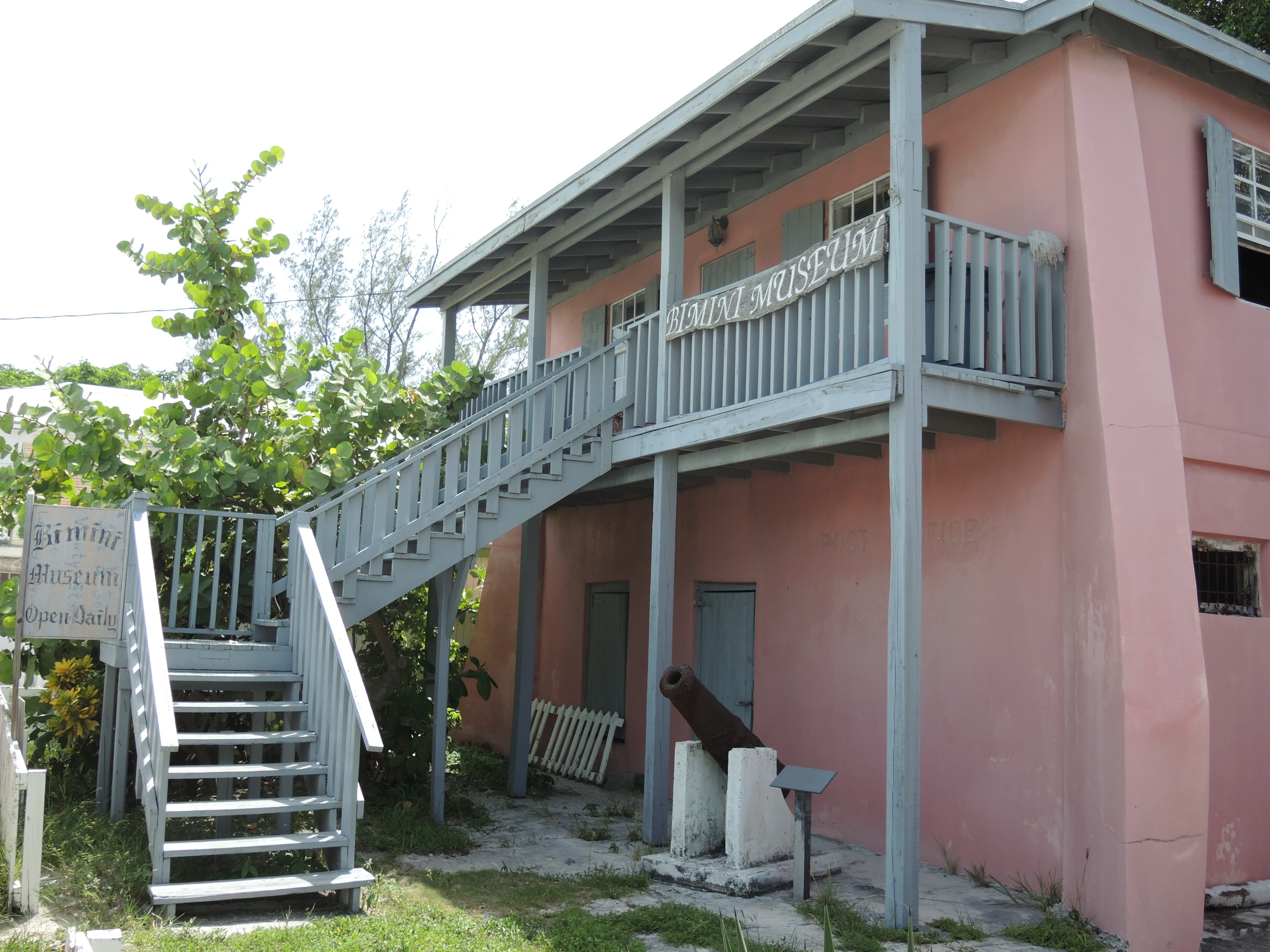
Museo
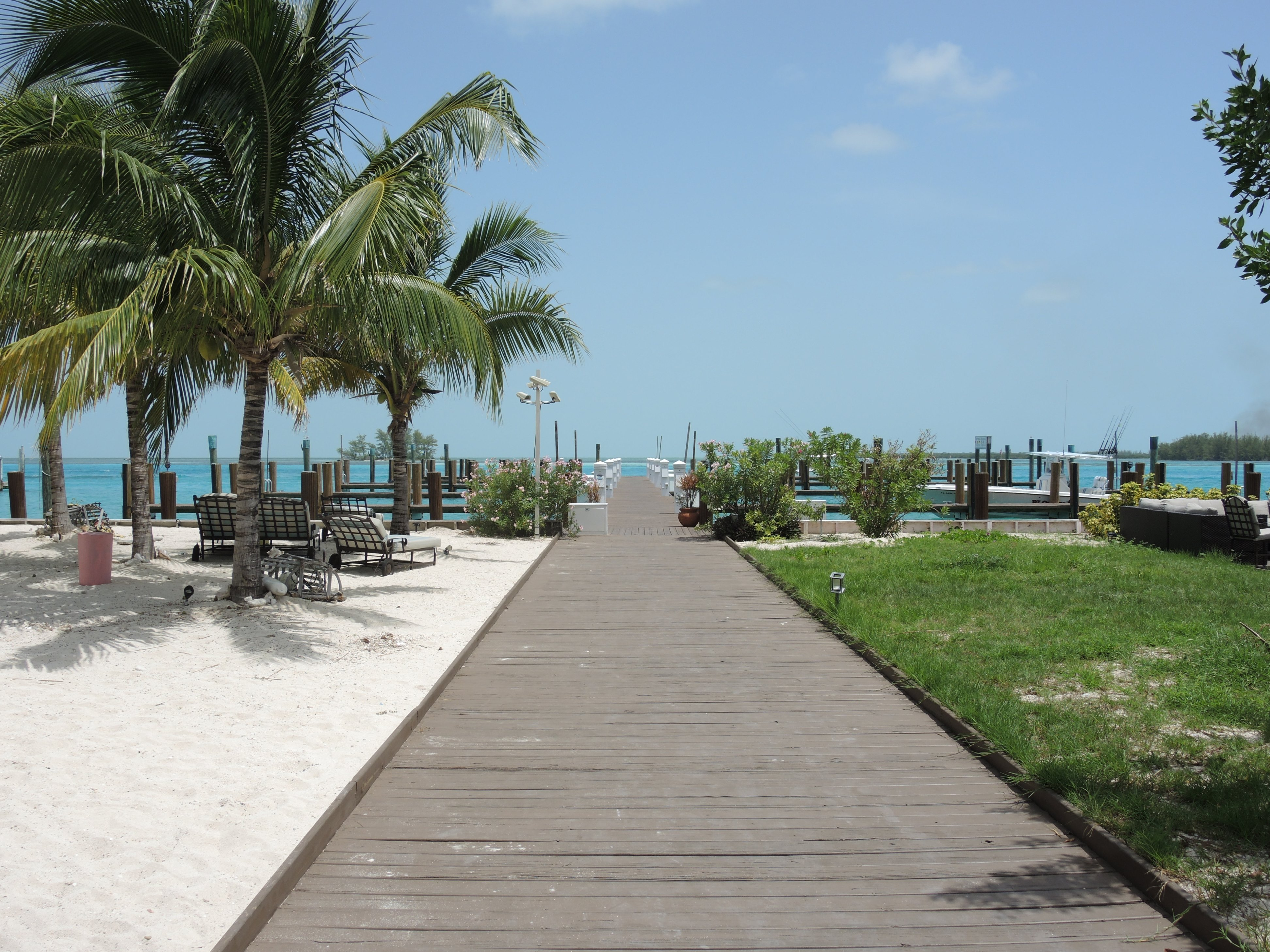
Marina
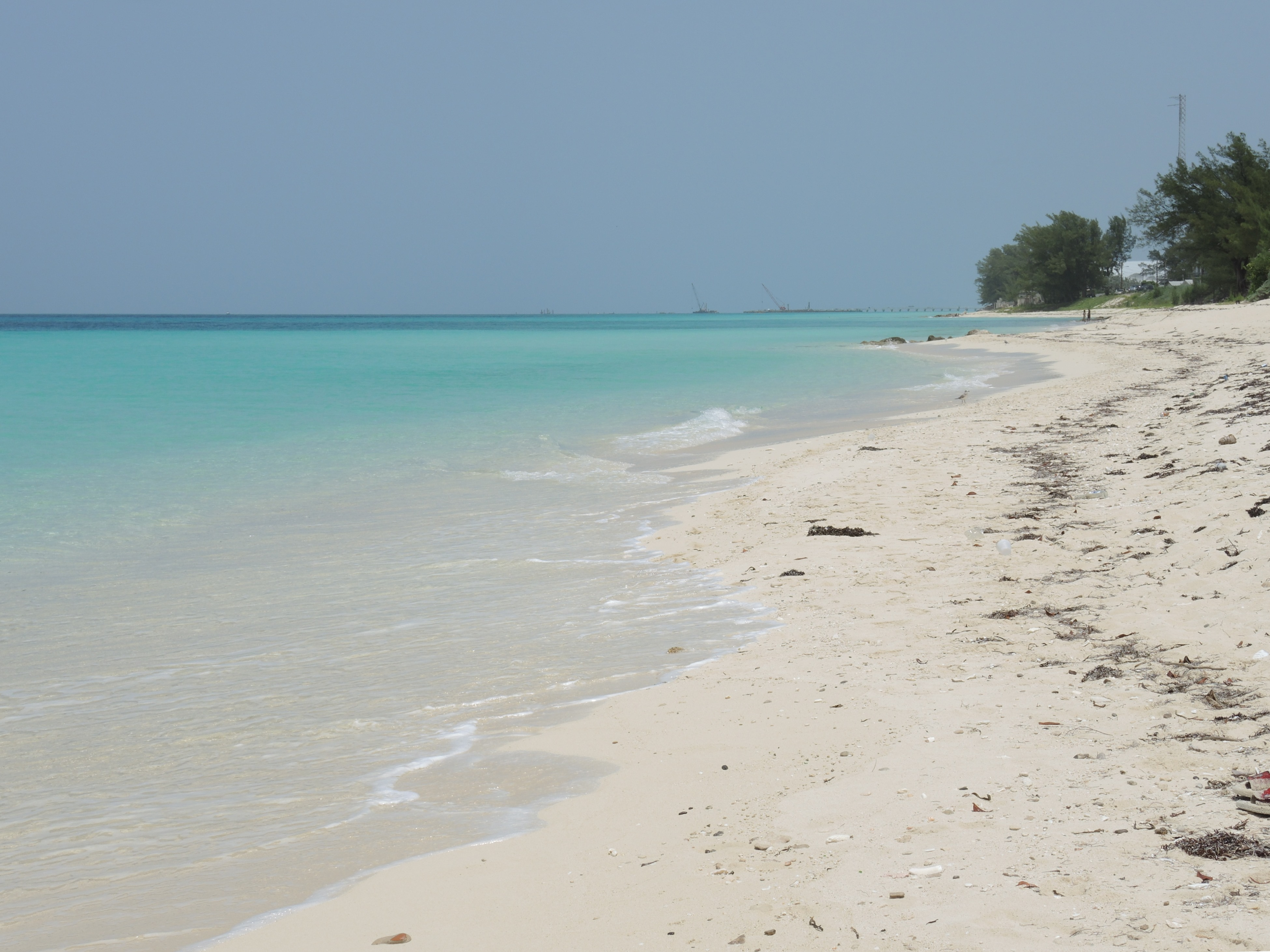
Spiaggia
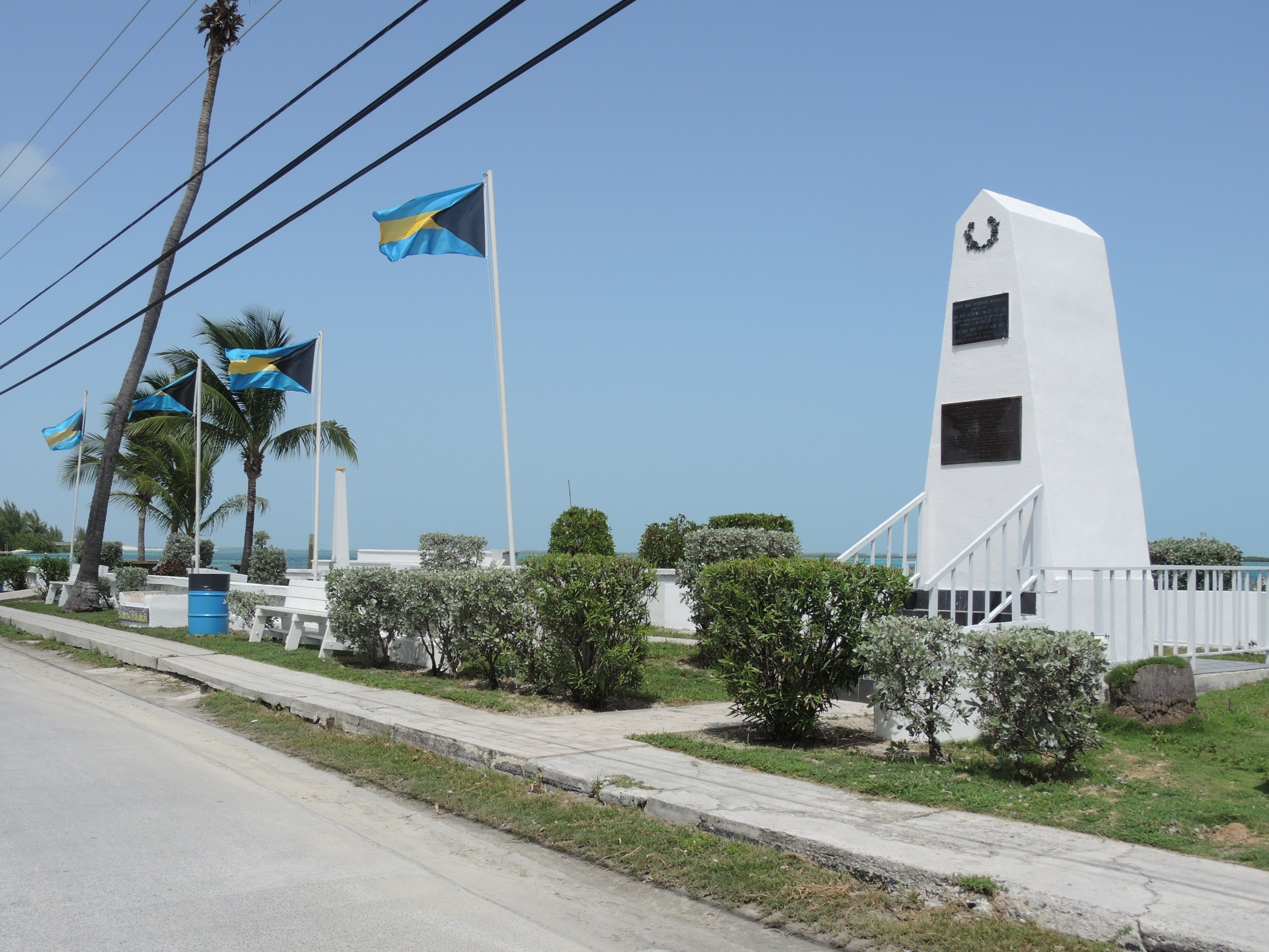
Monumento ai caduti
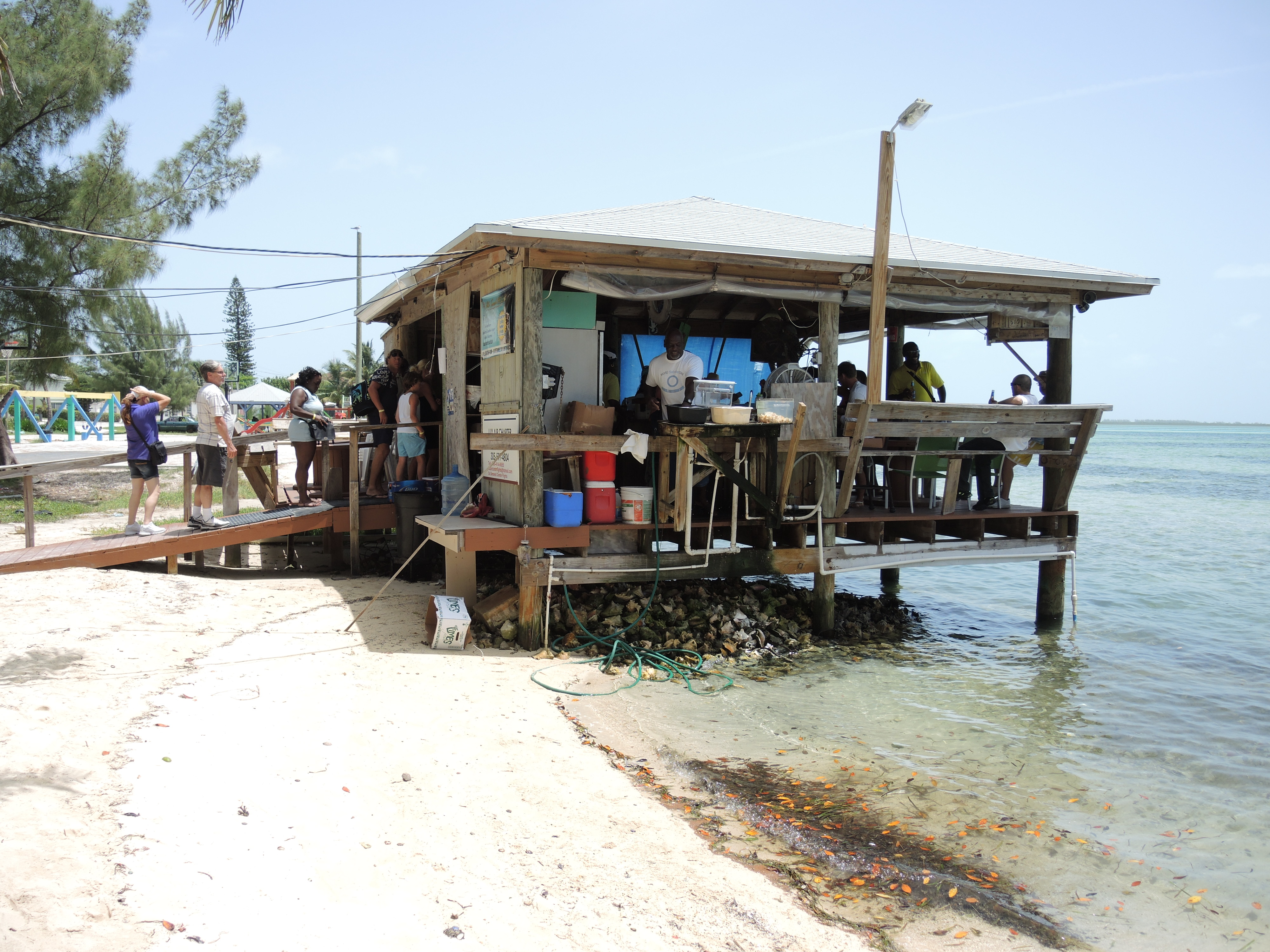
Ristorante
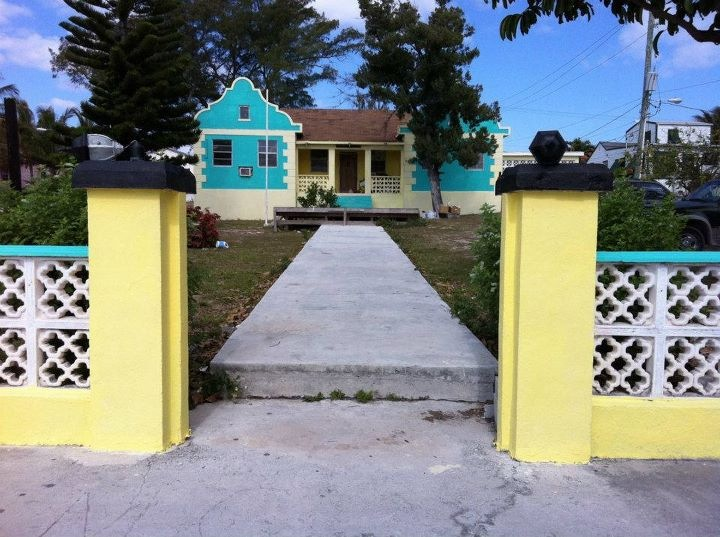
Casa del governatore
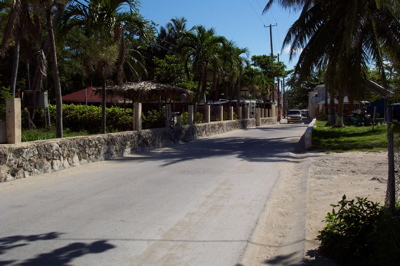
King's Highway
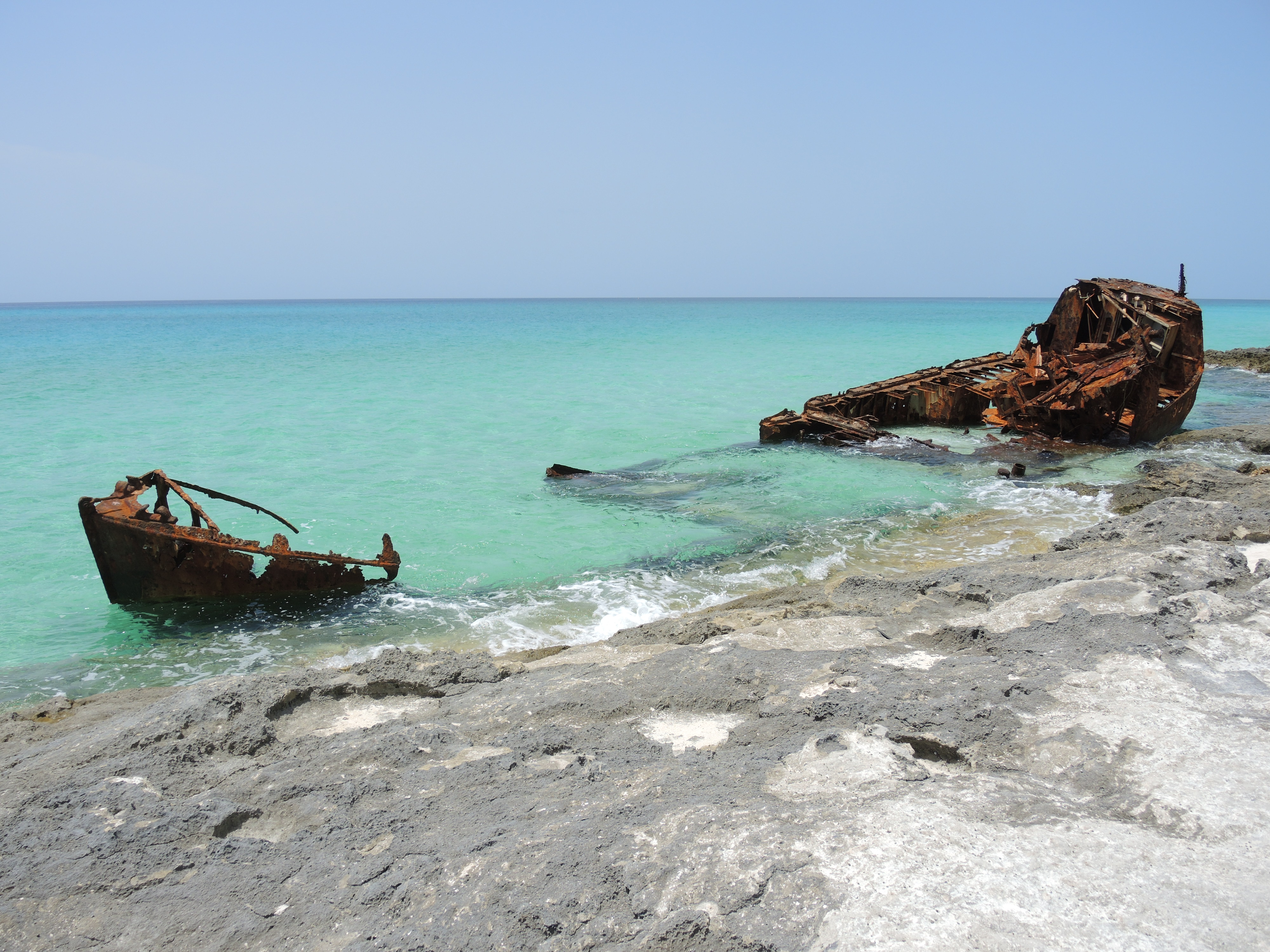
Relitto della SS Sapona